# Tierra de Dios
Tierra de Dios (God's Own Country) es una película dramática británica de 2017 escrita y dirigida por Francis Lee en su debut como director de largometrajes. La película está protagonizada por Josh O'Connor y Alec Secăreanu. La trama sigue a un joven productor de ovejas en Yorkshire, cuya vida se ve transformada por la llegada de un trabajador migrante rumano. La película fue la única producción del Reino Unido que apareció en la categoría World Cinema en el Festival de Cine de Sundance de 2017, donde ganó el premio a la mejor dirección.

## Argumento
En Yorkshire, Johnny vive en la granja familiar con su padre, Martin, y su abuela, Deirdre. Debido a que su padre sufrió un ataque de apoplejía y la avanzada edad de su abuela, gran parte del manejo diario de la granja recae en él. En su tiempo libre, Johnny se involucra en borracheras y encuentros sexuales furtivos con otros hombres para adormecer el dolor de su soledad. Al regresar tarde a la granja después de un encuentro con un joven subastador, es reprendido por su padre después de que un ternero muere de nalgas en su ausencia.
Gheorghe, un trabajador migrante rumano, es contratado como ayuda adicional para la temporada de parto del ganado. Llega y pasa su primera noche en una caravana que la familia ha organizado como su alojamiento. Como las ovejas se han alejado de la parte principal de la granja, y como parte del muro de la granja no ha sido reparada por Johnny, se decide que ambos pasen varios días acampando más cerca de los animales. Cuando una de las ovejas da a luz a una cría demasiado pequeña e inconsciente, Johnny se siente intrigado cuando Gheorghe puede resucitarlo y cuidarlo. Una mañana, después de que Johnny se refiera a Gheorghe una vez más como "gippo": gitano, éste lo derriba y le advierte a Johnny que no le vuelva a hablar así.
Al día siguiente, los dos hombres nuevamente participan en una pelea que se convierte en sexo duro. Mientras que Johnny inicialmente no reconoce el encuentro, los dos comparten cigarrillos y un paquete de azúcar para sus fideos de taza durante todo el día, y esa noche tienen un encuentro sexual más íntimo.
Al regresar a la granja, Johnny invita a Gheorghe a quedarse con él en la casa, pero Gheorghe elige permanecer en la caravana. Cuando Martin sufre un segundo ataque, Johnny se da cuenta de que el funcionamiento de la granja es ahora completamente responsabilidad suya, y le pregunta a Gheorghe si se quedará con él. Cuando Gheorghe expresa incertidumbre sobre si pueden permanecer juntos y mantener la granja al mismo tiempo, Johnny reacciona mal, bebiendo en exceso y participando en un encuentro sexual al azar. Cuando Gheorghe se da cuenta de lo que Johnny hizo, abandona abruptamente la granja.
Martin es dado de alta del hospital, pero ahora está completamente debilitado. Johnny, desesperado por reconciliarse con Gheorghe, le dice a su padre que se quedará a dirigir la granja, pero que las cosas deben llevarse a cabo según sus términos. Martin da su aprobación tácita a Johnny, que se marcha para traer a Gheorghe de vuelta a la granja. Después de que encuentra a Gheorghe trabajando en Escocia, los dos hombres se reconcilian. Gheorghe regresa con Johnny; la caravana es vendida, y Gheorghe se muda a la casa.

## Reparto
- Josh O'Connor como Johnny Saxby.
- Alec Secăreanu como Gheorghe Ionescu.
- Ian Hart como Martin Saxby.
- Gemma Jones como Deidre Saxby.

## Producción
La película se basa en parte en la vida del guionista y director Francis Lee, quien también tuvo que tomar la decisión de quedarse y trabajar en la granja de su familia o ir a la escuela de arte dramático.
La película fue filmada en Yorkshire, específicamente alrededor de la zona de Silsden en Keighley, en Yorkshire del Oeste, con algunas escenas filmadas en la estación de autobuses de Keighley y en el Hospital General de Airedale, con Haworth y Otley como escenario de la película.
La producción fue financiada en parte a través del programa iFeature del British Film Council con financiación adicional de Creative England.

## Estreno
La película tuvo su estreno mundial en el Festival de Cine de Sundance el 23 de enero de 2017. Fue la única producción del Reino Unido que apareció en la categoría de World Cinema en dicho festival. Posteriormente, fue estrenada al público en el Festival Internacional de Cine de Berlín el 11 de febrero de 2017.
Poco después, Picturehouse Entertainment, Orion Pictures y Samuel Goldwyn Films adquirieron los derechos de distribución para Reino Unido y los EE. UU. respectivamente. La película fue estrenada en el Reino Unido el 1 de septiembre de 2017. En España, la película de Lee fue estrenada el 24 de noviembre de 2017, aunque en los cines fue estrenada en versión original subtitulada, en los DVD y en los Blu-Ray incluyeron doblaje castellano y catalán.
La película estuvo prohibida en algunos países árabes debido a las escenas de sexo explícito entre los dos protagonistas. Así mismo, Rumanía fue el único país de Europa Oriental donde la película era proyectada.

## Recepción

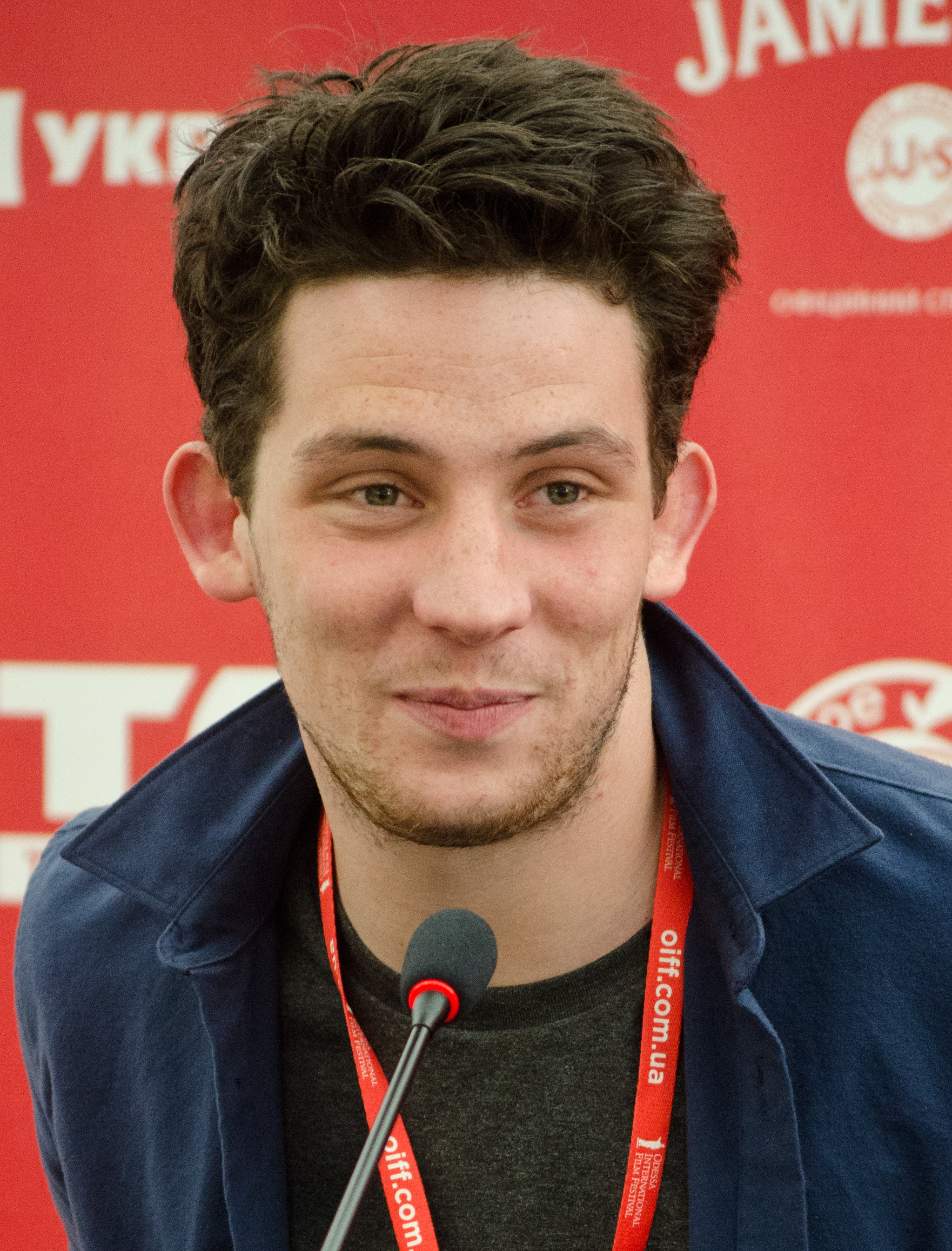
La actuación de O'Connor fue alabada por los críticos

Tierra de Dios recibió la aclamación de la crítica. Tiene una calificación de aprobación del 99% en el sitio web del agregador de reseñas Rotten Tomatoes, sobre la base de 98 revisiones, con un promedio ponderado de 8.2 / 10. El consenso crítico del sitio dice: "A quiet, moving rumination on loneliness and newfound intimacy, God's Own Country marks an outstanding directorial debut for Francis Lee." ("Una rumia silenciosa y conmovedora sobre la soledad y la nueva intimidad, Tierra de Dios marca un destacado debut como director para Francis Lee"). En Metacritic, la película obtuvo una puntuación de 85 sobre 100, resultado basado en 22 críticas, que indica "aclamación universal".
La reseña del Festival de Cine de Sundance para Tierra de Dios dice que "se puede oler el barro en esta película", mientras que también describe a Francis Lee como un nuevo talento y la película como "una que no se puede perder". Peter Bradshaw, escribiendo en The Guardian, le dio a la película cuatro estrellas de cinco. Bradshaw describió la película como "casi, pero no como un Dales Brokeback", y también como una "historia de amor muy británica, llena de emociones no expresadas, miedos sin voz sobre el futuro y una disposición para desplazar cada emoción en duro trabajo físico".
En el Festival Internacional de Cine de Berlín de 2017, la película recibió el Premio Harvey, presentado en el programa de los Teddy Awards para películas LGBT junto con un jurado lector de la revista alemana LGBT Männer.
Ed Potton, escribiendo en The Times, le dio a la película cuatro estrellas de cinco y describió la película como "espléndida" y "[una] potente película, una Yorkshire Brokeback Mountain".

## Premios y nominaciones
| Premio                                                          | País           | Fecha de ceremonia       | Categoría                                                  | Nominado/a            | Resultado  | Ref(s)               |
| --------------------------------------------------------------- | -------------- | ------------------------ | ---------------------------------------------------------- | --------------------- | ---------- | -------------------- |
| Asociación Australiana de Críticos de Cine                      | Australia      | 13 de marzo de 2018      | Mejor película internacional (Lengua inglesa)              | Tierra de Dios        | Nominada   | [ 19 ]               |
| Festival Internacional de Cine de Berlín                        | Alemania       | 18 de febrero de 2017    | Premio Männer                                              | Tierra de Dios        | Ganadora   | [ 20 ] [ 21 ]        |
| Festival Internacional de Cine de Berlín                        | Alemania       | 18 de febrero de 2017    | Premio Teddy                                               | Tierra de Dios        | Nominada   | [ 20 ] [ 21 ]        |
| Premios BAFTA                                                   | Reino Unido    | 18 de febrero de 2018    | Mejor película británica                                   | Tierra de Dios        | Nominada   | [ 22 ]               |
| Premios BAFTA                                                   | Reino Unido    | 18 de febrero de 2018    | Premio Rising Star                                         | Josh O'Connor         | Nominado   | [ 22 ]               |
| Premios del Cine Independiente Británico                        | Reino Unido    | 10 de diciembre de 2017  | Premio Douglas Hickox                                      | Francis Lee           | Nominado   | [ 23 ] [ 24 ]        |
| Premios del Cine Independiente Británico                        | Reino Unido    | 10 de diciembre de 2017  | Mejor película independiente británica                     | Tierra de Dios        | Ganadora   | [ 23 ] [ 24 ]        |
| Premios del Cine Independiente Británico                        | Reino Unido    | 10 de diciembre de 2017  | Mejor director                                             | Francis Lee           | Nominado   | [ 23 ] [ 24 ]        |
| Premios del Cine Independiente Británico                        | Reino Unido    | 10 de diciembre de 2017  | Mejor guion                                                | Francis Lee           | Nominado   | [ 23 ] [ 24 ]        |
| Premios del Cine Independiente Británico                        | Reino Unido    | 10 de diciembre de 2017  | Mejor actor                                                | Josh O'Connor         | Ganador    | [ 23 ] [ 24 ]        |
| Premios del Cine Independiente Británico                        | Reino Unido    | 10 de diciembre de 2017  | Mejor actor                                                | Alec Secareanu        | Nominado   | [ 23 ] [ 24 ]        |
| Premios del Cine Independiente Británico                        | Reino Unido    | 10 de diciembre de 2017  | Mejor actor de reparto                                     | Ian Hart              | Nominado   | [ 23 ] [ 24 ]        |
| Premios del Cine Independiente Británico                        | Reino Unido    | 10 de diciembre de 2017  | Mejor guionista debutante                                  | Francis Lee           | Ganador    | [ 23 ] [ 24 ]        |
| Premios del Cine Independiente Británico                        | Reino Unido    | 10 de diciembre de 2017  | Productor revelación                                       | Jack Tarling          | Nominado   | [ 23 ] [ 24 ]        |
| Premios del Cine Independiente Británico                        | Reino Unido    | 10 de diciembre de 2017  | Productor revelación                                       | Manon Ardisson        | Nominado   | [ 23 ] [ 24 ]        |
| Premios del Cine Independiente Británico                        | Reino Unido    | 10 de diciembre de 2017  | Mejor casting                                              | Shaheen Baig          | Nominada   | [ 23 ] [ 24 ]        |
| Premios del Cine Independiente Británico                        | Reino Unido    | 10 de diciembre de 2017  | Mejor casting                                              | Layla Merrick-Wolf    | Nominada   | [ 23 ] [ 24 ]        |
| Premios del Cine Independiente Británico                        | Reino Unido    | 10 de diciembre de 2017  | Mejor sonido                                               | Anna Bertmark         | Ganadora   | [ 23 ] [ 24 ]        |
| Festival internacional de cine de Chicago                       | Estados Unidos | 26 de octubre de 2017    | Hugo Q de plata                                            | Tierra de Dios        | Ganadora   | [ 25 ]               |
| Chéries-Chéris                                                  | Francia        | 21 de noviembre de 2017  | Gran premio                                                | Tierra de Dios        | Nominada   | [ 26 ]               |
| Festival de cine británico de Dinard                            | Reino Unido    | 1 de octubre de 2017     | Hitchcock de plata                                         | Tierra de Dios        | Ganadora   | [ 27 ] [ 28 ]        |
| Festival de cine británico de Dinard                            | Reino Unido    | 1 de octubre de 2017     | Heartbeat Hitchcock                                        | Tierra de Dios        | Ganadora   | [ 27 ] [ 28 ]        |
| Premios Dorian                                                  | Estados Unidos | 31 de enero de 2018      | Película LGBTQ del año                                     | Tierra de Dios        | Nominada   | [ 29 ]               |
| Premios Dorian                                                  | Estados Unidos | 31 de enero de 2018      | Película olvidada del año                                  | Tierra de Dios        | Ganadora   | [ 29 ]               |
| Festival internacional de cine de Edimburgo                     | Escocia        | 20 de junio de 2017      | Premio Michael Powell para el mejor largometraje británico | Francis Lee           | Ganador    | [ 30 ] [ 31 ]        |
| Premios Empire                                                  | Reino Unido    | 18 de marzo de 2018      | Mejor película británica                                   | Tierra de Dios        | Ganadora   | [ 32 ] [ 33 ]        |
| Premios Empire                                                  | Reino Unido    | 18 de marzo de 2018      | Mejor actor revelación                                     | Josh O'Connor         | Ganador    | [ 32 ] [ 33 ]        |
| Premios Empire                                                  | Reino Unido    | 18 de marzo de 2018      | Mejor guion                                                | Francis Lee           | Ganador    | [ 32 ] [ 33 ]        |
| Evening Standard British Film Award                             | Reino Unido    | 8 de febrero de 2018     | Mejor película                                             | Tierra de Dios        | Ganadora   | [ 34 ]               |
| Evening Standard British Film Award                             | Reino Unido    | 8 de febrero de 2018     | Mejor actor de reparto                                     | Ian Hart              | Nominado   | [ 34 ]               |
| Evening Standard British Film Award                             | Reino Unido    | 8 de febrero de 2018     | Mejor actriz de reparto                                    | Gemma Jones           | Ganadora   | [ 34 ]               |
| Evening Standard British Film Award                             | Reino Unido    | 8 de febrero de 2018     | Revelación del año                                         | Francis Lee           | Nominado   | [ 34 ]               |
| Evening Standard British Film Award                             | Reino Unido    | 8 de febrero de 2018     | Revelación del año                                         | Josh O'Connor         | Nominado   | [ 34 ]               |
| Festival internacional de cine LGBTQ Frameline de San Francisco | Estados Unidos | 27 de junio de 2017      | Premio AT&T del público                                    | Tierra de Dios        | Ganadora   | [ 35 ]               |
| Festival de cine Fünf Seen                                      | Alemania       | 5 de agosto de 2017      | Premio del público                                         | Tierra de Dios        | Nominada   | [ 36 ]               |
| Festival de cine de Galway                                      | Irlanda        | 5 de septiembre de 2017  | Mejor debut internacional                                  | Tierra de Dios        | Ganadora   | [ 37 ]               |
| Premios Rotten Tomatoes                                         | -              | 3 de enero de 2018       | Mejor película romántica de 2017                           | Tierra de Dios        | 4.º puesto | [ 38 ]               |
| Festival de cine arco iris de Honolulu                          | Estados Unidos | 19 de agosto de 2017     | Mejor película                                             | Tierra de Dios        | Ganadora   | [ 39 ] [ 40 ]        |
| Festival internacional de cine de Miskolc                       | Hungría        | 17 de septiembre de 2017 | Premio Emeric Pressburger                                  | Tierra de Dios        | Nominada   | [ 41 ]               |
| Círculo de críticos de cine de Londres                          | Reino Unido    | 28 de enero de 2018      | Película del año                                           | Tierra de Dios        | Nominada   | [ 42 ]               |
| Círculo de críticos de cine de Londres                          | Reino Unido    | 28 de enero de 2018      | Película británica/irlandesa del año                       | Tierra de Dios        | Nominada   | [ 42 ]               |
| Círculo de críticos de cine de Londres                          | Reino Unido    | 28 de enero de 2018      | Actor británico/irlandés del año                           | Josh O'Connor         | Nominado   | [ 42 ]               |
| Círculo de críticos de cine de Londres                          | Reino Unido    | 28 de enero de 2018      | Director británico/irlandés revelación                     | Francis Lee           | Ganador    | [ 42 ]               |
| Círculo de críticos de cine de Londres                          | Reino Unido    | 28 de enero de 2018      | Premio al logro técnico                                    | Joshua James Richards | Nominado   | [ 42 ]               |
| Festival internacional de cine de San Francisco                 | Estados Unidos | 19 de abril de 2017      | Premio Golden Gate                                         | Tierra de Dios        | Nominada   | [ 43 ]               |
| Premios Satellite                                               | Estados Unidos | 10 de febrero de 2018    | Mejor película                                             | Tierra de Dios        | Ganadora   | [ 44 ]               |
| Festival internacional de cine de Estocolmo                     | Suecia         | 20 de noviembre de 2017  | Mejor dirección                                            | Francis Lee           | Ganador    | [ 45 ]               |
| Festival internacional de cine de Estocolmo                     | Suecia         | 20 de noviembre de 2017  | Mejor actor masculino                                      | Josh O'Connor         | Ganador    | [ 45 ]               |
| Festival internacional de cine de Estocolmo                     | Suecia         | 20 de noviembre de 2017  | Caballo de bronce                                          | Tierra de Dios        | Nominada   | [ 45 ]               |
| Festival de cine de Sundance                                    | Estados Unidos | 28 de enero de 2017      | Mejor dirección (World Cinema)                             | Francis Lee           | Ganador    | [ 46 ] [ 47 ] [ 48 ] |
| Festival de cine de Sundance                                    | Estados Unidos | 28 de enero de 2017      | Premio del Gran Jurado                                     | Francis Lee           | Nominado   | [ 46 ] [ 47 ] [ 48 ] |
| Festival de cine de Sídney                                      | Australia      | 18 de junio de 2017      | Premio Foxtel del público                                  | Tierra de Dios        | 7.º puesto | [ 49 ]               |
| Festival de cine LGBT de Toronto                                | Canadá         | 4 de junio de 2017       | Premio Bill Sherwood                                       | Tierra de Dios        | Ganadora   | [ 50 ] [ 51 ]        |
| Festival internacional de cine de Transilvania                  | Rumania        | 11 de junio de 2017      | Premio especial del jurado                                 | Tierra de Dios        | Ganadora   | [ 52 ]               |
| Festival internacional de cine de Transilvania                  | Rumania        | 11 de junio de 2017      | Trofeo Transilvania                                        | Tierra de Dios        | Nominada   | [ 52 ]               |
| Gremio de escritores de Gran Bretaña                            | Reino Unido    | 15 de enero de 2018      | Mejor primer guion                                         | Francis Lee           | Nominado   | [ 53 ]               |
| Festival de cine de Zagreb                                      | Croacia        | 18 de noviembre de 2017  | Zlatna kolica (Cochecito de oro)                           | Tierra de Dios        | Nominada   | [ 54 ]               |
| Festival europeo de cine de Sevilla                             | España         | 11 de noviembre de 2017  | Premio Cicae Ópera Prima                                   | Tierra de Dios        | Ganadora   | [ 55 ]               |
| LesGaiCineMad                                                   | España         | 12 de noviembre de 2017  | Mejor dirección                                            | Francis Lee           | Ganador    | [ 56 ]               |
| LesGaiCineMad                                                   | España         | 12 de noviembre de 2017  | Mejor interpretación masculina                             | Josh O'Connor         | Ganador    | [ 56 ]               |